# 黃金大逃獄
《黃金大逃獄》（英語：Golden Escape）是2022年中國犯罪動作片，由黃羿執導，李新泉任動作指導，張建聲、呂良偉和陳保元領銜主演，湯鎮業特別演出。

## 剧情
青年鍾正為一個電影編劇，但因欠下貴利王肆哥的錢而被其要求四天内寫一個劇本，正這時懵了，因為他平時寫劇本也要最少一個月才能寫完。四天很快就過了，正收到已死去的祖父寄來的信，祖父表示他們家祖有一批黃金埋在了祖屋的地下，祖屋卻已成了赤浪灣監獄了，正為了獲得黃金而故意犯事，他便可以潛入赤浪灣監獄拿到黃金。正一早設計好了監獄地圖，並記下了路綫，以方便獲得黃金。
正第一天進去監獄已經被人警告，無論看見任何東西都不能出聲，害怕的正只好微微點頭表示明白。突然，一個囚犯跟一個中年囚犯丁家耀發生爭嘈，看似要開打但其實那個囚犯跟一眾兄弟是在替丁家耀慶祝生日，丁家耀叫蟹哥，是監獄老大，今天是他的生日，所以眾獄友也替他慶祝，蟹哥主動向正示好，但正表示不想做他的手下，蟹哥見狀也沒有逼他。不好的事要來了，正被監獄惡霸張大彪盯上，並被其長期毆打...

## 角色
| 演員                | 角色         | 備註 |
| 張建聲              | 鍾正         | 電影編劇 張大彪之天敵 因收到已死去的祖父寄來的信，得知有一批黃金埋在了赤浪灣監獄而潛入裏面 丁家耀之好兄弟，曾反目，後和好                                                                     |
| 呂良偉              | 丁家耀／蟹哥 | 囚犯，監獄老大，為人重情義 前黑幫老大，因親手殺死打傷自己兄弟的仇家而被捕入獄 鍾正之好兄弟，曾反目，後和好 最後用儘全力把張大彪推下懸崖，並被鍾正安全拉往地面                                 |
| 陳保元              | 張大彪／Dee  | 本片終極大反派 惡囚犯 為人兇惡 鍾正、丁家耀之天敵 威脅鍾正把其家族的黃金分一半給自己並逼其幫自己逃走 最後打算獨吞黃金，因此把鍾正及丁家耀打至重傷，並把丁家耀推下懸崖未遂，反被其推下懸崖身亡 |
| 馮偉強              | 典獄長       | 赤浪灣監獄獄長 在最後跟鍾正說那些掉下懸崖的黃金歸其所有，並向丁家耀說其女兒手術成功 |
| 湯鎮業 （特別演出） | 黎以達       | 黎叔 囚犯 向鍾正介紹丁家耀、張大彪的為人性格 |
| 丘子健              | 許文強       | 傻強 丁家耀之手下 為人喜歡赤裸，不喜歡穿衣服 後被張大彪打至手部殘廢 |
| 李燦森              | 肆哥         | 貴利王，要求鍾正四天内寫一個劇本以底押鍾正欠自己的債 |
| 蔡德姮              | 珊珊         | 丁家耀女兒，後患病入院 |
| 王雅舒              | 肆妻         | 肆哥妻子 |

## 製作花絮
本片男主角張建聲經逃獄兄弟再拍逃獄主題電影，在本片他有大量動作場面，先在一場他跟陳保元的一場打戯因為借錯位而被其打中，張建聲表示那時侯真的暈了一暈。還有，張建聲有一場地下渠道的戯份，在那段他要整個頭沉下去水裏，他表示上水的時侯有污水進了眼裏，劇組立刻替張建聲消毒，並擔心張建聲眼裏可能會細菌感染。

## 外部連結
- 豆瓣电影上《黃金大逃獄》的資料 （简体中文）
- 香港影庫上《黃金大逃獄》的資料（繁體中文）